# Vinko Engelman
Vinko Engelman, slovenski učitelj in organizator, * 3. januar 1881, Stari trg ob Kolpi, † 10. februar 1918, Trst.

## Življenje in delo
Po končanem učiteljišču v Ljubljani (1902) je služboval na raznih šolah na Kranjskem, nazadnje kot nadučitelj v Trnju pri Sv. Petru na Krasu, (danes Pivka), ter postal 1906 učitelj na deški šoli pri Sv. Jakobu v Trstu. Poleg stanovskih dolžnosti se je udejstvoval na narodno-prosvetnem in gospodarskem področju v Trstu, skrbel je za notranji razvoj šol, ustanavljal nove podružnice, bil tajnik slovenske narodne delavne organizacije, predsednik čitalnice pri Sv. Jakobu, starosta tržaškega Sokola, deloval pri Trgovski obrtni zadrugi, v političnem društvu Edinost, bil dopisnik glasila Edinost. 